# 1076 (numero)
Millesettantasei (1076) è il numero naturale dopo il 1075 e prima del 1077.

## Proprietà matematiche
- È un numero pari.
- È un numero composto da 6 divisori: 1, 2, 4, 269, 538, 1076. Poiché la somma dei suoi divisori (escluso il numero stesso) è 814 < 1076, è un numero difettivo.
- È un numero felice.
- È un numero congruente.
- È un numero malvagio.
- È parte delle terne pitagoriche (276, 1040, 1076), (807, 1076, 1345), (1076, 72357, 72365), (1076, 144720, 144724), (1076, 289443, 289445).

## Astronomia
- 1076 Viola è un asteroide della fascia principale del sistema solare.
- NGC 1076 è una galassia nella costellazione della Balena.
- IC 1076 è una galassia nella costellazione di Boote.

## Astronautica
- Cosmos 1076 è un satellite artificiale russo.